# BMW N46

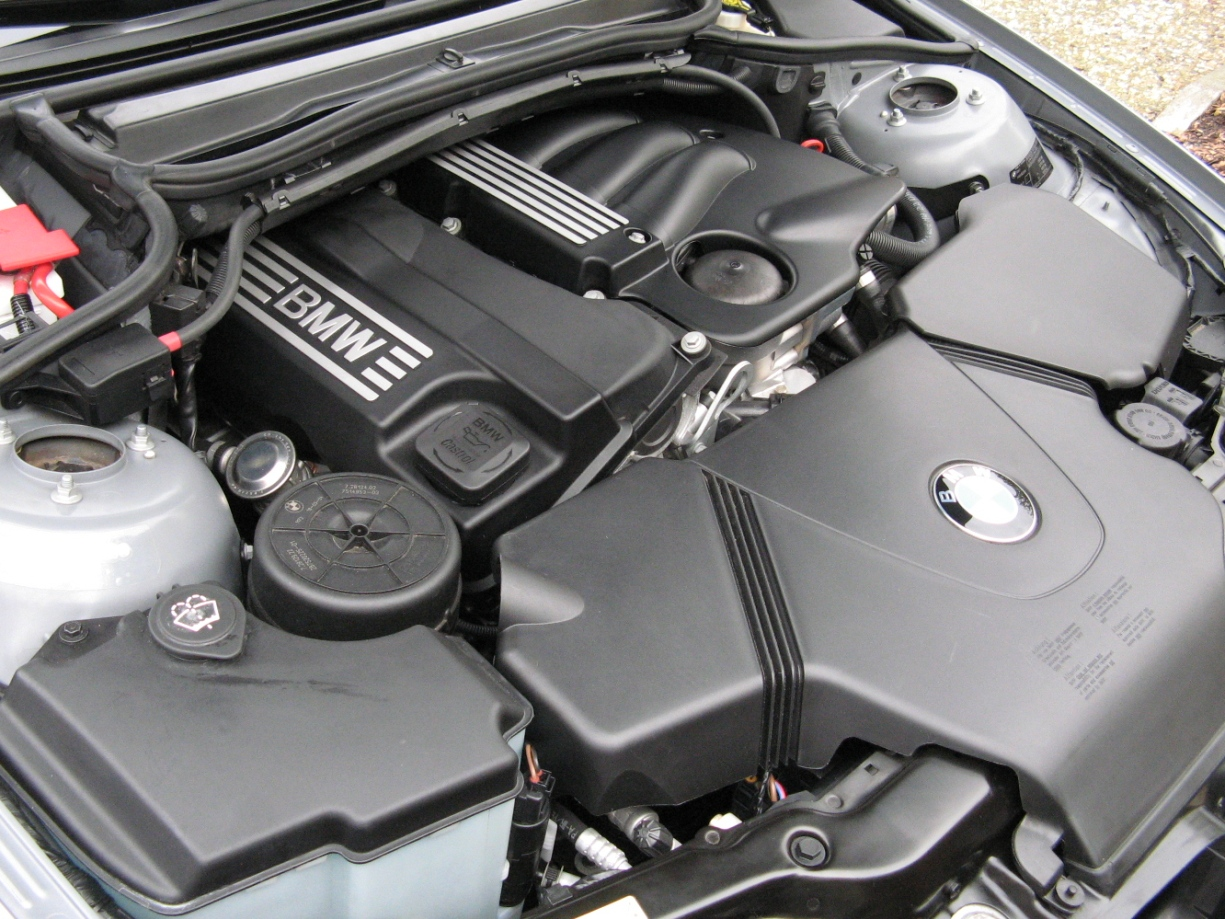
Silnik BMW N46

BMW N46 – czterocylindrowy, rzędowy silnik benzynowy BMW produkowany w czterech wersjach.

## N46 B18
| Liczba cylindrów           | 4                                      |
| Średnica cylindrów         | 84 mm                                  |
| Skok tłoka                 | 81 mm                                  |
| Pojemność                  | 1796 cm³                               |
| Stopień sprężania          | 10,2:1                                 |
| Moc maksymalna             | 85 kW                                  |
| Obroty maksymalne          | 6300 obr./min (chwilowe 6500 obr./min) |
| Maksymalny moment obrotowy | 180 Nm                                 |

## N46 B20
| Liczba cylindrów           | 4                                      |
| Średnica cylindrów         | 84 mm                                  |
| Skok tłoka                 | 90 mm                                  |
| Pojemność                  | 1995 cm³                               |
| Stopień sprężania          | 10,0:1                                 |
| Moc maksymalna             | 105 kW                                 |
| Obroty maksymalne          | 6300 obr./min (chwilowe 6500 obr./min) |
| Maksymalny moment obrotowy | 200 Nm                                 |

## N46B20B E87 E90 x18i
| Liczba cylindrów           | 4                         |
| Średnica cylindrów         | 84 mm                     |
| Skok tłoka                 | 90 mm                     |
| Pojemność                  | 1995 cm³                  |
| Stopień sprężania          | 10,5:1                    |
| Moc maksymalna             | 95 kW przy 5750 obr./min  |
| Obroty maksymalne          |                           |
| Maksymalny moment obrotowy | 180 Nm przy 3250 obr./min |

## N46 - N46B20B (E85) E87 E90 x20i E46 x18i
| Liczba cylindrów           | 4                         |
| Średnica cylindrów         | 84 mm                     |
| Skok tłoka                 | 90 mm                     |
| Pojemność                  | 1995 cm³                  |
| Stopień sprężania          | 10,5:1                    |
| Moc maksymalna             | 110 kW przy 6200 obr./min |
| Obroty maksymalne          |                           |
| Maksymalny moment obrotowy | 200 Nm przy 3600 obr./min |